# Trzej bracia samarscy

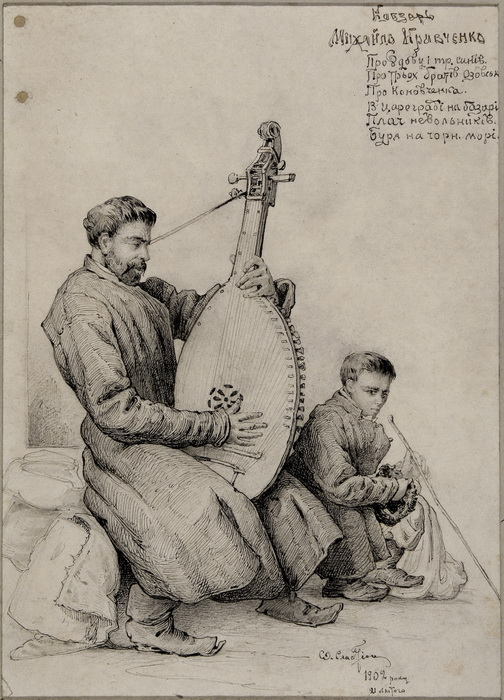
Mychajło Krawczenko, kobziarz ukraiński działający na przełomie XIX i XX wieku na ziemi połtawskiej. Duma Trzej bracia samarscy została pierwszy raz spisana na podstawie jego wykonania

Trzej bracia samarscy (oryg. ukr. Дума про самарських братів) – duma kozacka, jedna z grupy młodszych przykładów tego gatunku.

## Treść
Nad rzeką Samarką umierają trzej Kozacy, bracia, ciężko ranni w starciu z Turkami. Najstarszy prosi średniego, by spróbował podejść do rzeki i przemyć jego rany, ten zaś kieruje podobną prośbę do najmłodszego. Chce również, by ten zagrał i zaśpiewał - być może pieśń przywoła przebywających w pobliżu innych Zaporożców, którzy mogliby pożegnać się z rannymi i pochować ich. Ostatni jednak stwierdza, że podobne działanie nie ma sensu - bracia muszą umrzeć, gdyż przed udaniem się na Sicz nie pożegnali się z rodzicami, a także nie udali się do cerkwi, by modlić się o powodzenie w walce z Turkami. Kozacy umierają; duma kończy się prośbą do Boga, by zachował o nich wieczną pamięć i obdarował łaskami wszystkich, którzy słuchali pieśni.

## Cechy utworu
Trzej bracia samarscy są przykładem młodszej dumy, której tematyka w mniejszym stopniu jest związana z wyprawami kozackimi i ich opiewaniem, w większym zaś podejmuje szersze tematy etyczne. W utworze zawarta jest wykładnia systemu wartości prezentowanego przez tego typu dzieła: jako podstawowe wartości ukazane zostają szacunek dla starszych, miłość do rodziców, uzyskiwanie ich błogosławieństwa na każde przedsięwzięcie, kultywowanie wiary prawosławnej. Złamanie zasad moralnych jest każdorazowo karane: bracia samarscy umierają nawet bez nadziei na ocalenie czy godny pogrzeb, gdy zdają sobie sprawę z tego, iż je naruszyli. Podobny motyw naruszenia etyki kozackiej i poniesionej z tego powodu surowej kary jest podstawą wątku fabularnego dum Aleksy Popowicz i Iwaś Konowczenko.
Trzej bracia samarscy, chociaż w odróżnieniu od starszych dum nie opiewają dzielności Kozaków, wpisują się w tradycyjną estetykę gatunku poprzez obrazy liryczne - step, śmierć Zaporożca po walce z Turkami, w samotnym krajobrazie Ukrainy.
Duma została pierwszy raz spisana na początku XX stulecia na podstawie tekstu wykonywanego przez kobziarza Mychajłę Krawczenkę. Jest znana w sześciu wariantach tekstowych.